# Tours Métropole Val de Loire
Tours Métropole Val de Loire est une métropole française, située dans le département d'Indre-et-Loire et la région Centre-Val de Loire. Le siège de la métropole se situe à Tours dans le quartier des Deux-Lions.
Il s'agit de la cinquième métropole du Grand Ouest après Nantes Métropole, Métropole Rouen Normandie, Angers Loire Métropole et Rennes Métropole au regard de la population avec près de 300 000 habitants.

## Historique

Logotype de la communauté d'agglomération Tour(s)plus.

La communauté d'agglomération Tour(s)plus est créée par arrêté préfectoral le 30 décembre 1999. Elle est composée de neuf communes : Tours, Joué-lès-Tours, La Riche, Chambray-lès-Tours, Saint-Cyr-sur-Loire, Fondettes, Saint-Pierre-des-Corps, Notre Dame d'Oé et Saint-Avertin. Le 1er janvier 2001, cinq nouvelles communes intègrent Tour(s)plus : Luynes, La Membrolle-sur-Choisille, Mettray, Saint-Étienne-de-Chigny et Saint-Genouph.
Alors que la communauté d'agglomération compte quatorze communes, le 1er octobre 2009, Tour(s)plus perçoit la taxe de séjour communautaire, le tourisme ayant été ajouté à la liste des compétences de la communauté d'agglomération. Le produit de la taxe est entièrement destiné à la promotion touristique du territoire.
Le 1er janvier 2010, les 5 communes de l'ex-communauté de communes de la Confluence rejoignent Tour(s)plus qui compte désormais dix-neuf communes. Le 1er janvier 2012, trois communes de la communauté de communes du Vouvrillon (Chanceaux-sur-Choisille, Parçay-Meslay et Rochecorbon) qui avaient demandé à rejoindre Tour(s)plus, suite des délibérations de chacun des conseils municipaux prises le 16 décembre 2010, sont finalement maintenues au sein de la communauté de communes du Vouvrillon, le projet de schéma de l'intercommunalité ayant été gelé par le préfet d'Indre-et-Loire, Jean-François Delage. Cependant le 1er janvier 2014, ces trois communes rejoignent Tour(s)plus qui comptabilise 22 communes au total pour une population totale de 292 268 habitants en 2015.
Après être devenue une communauté urbaine au 1er janvier 2017, « Tour(s)plus » devient « Tours Métropole Val de Loire » par un décret du 20 mars 2017,.

## Géographie

### Géographie physique
Située au centre du département d'Indre-et-Loire, l'intercommunalité Tours Métropole Val de Loire regroupe 22 communes et présente une superficie de 389,2 km2.

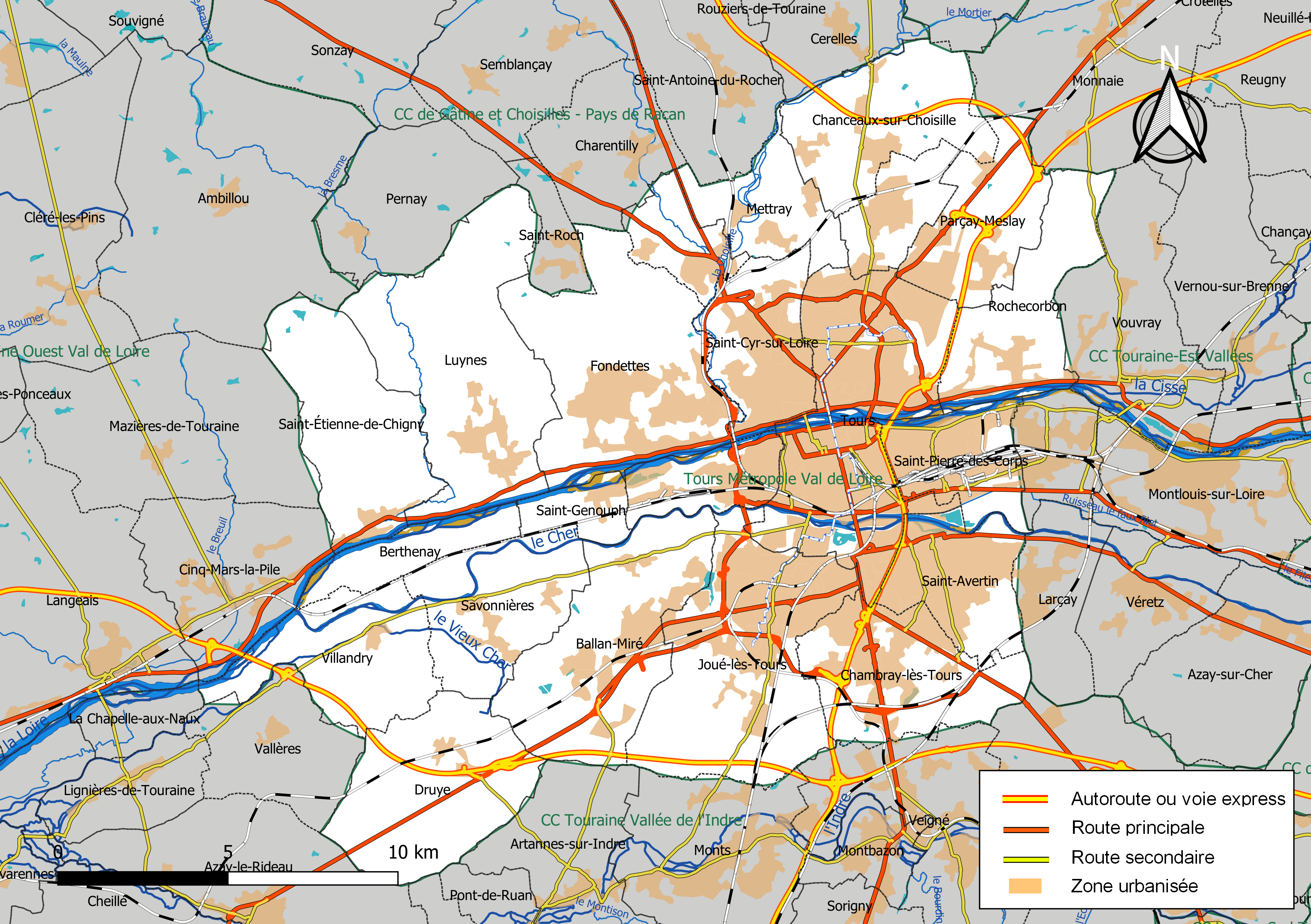
Carte de l'intercommunalité cours Métropole Val de Loire au 1er janvier 2019.

### Composition

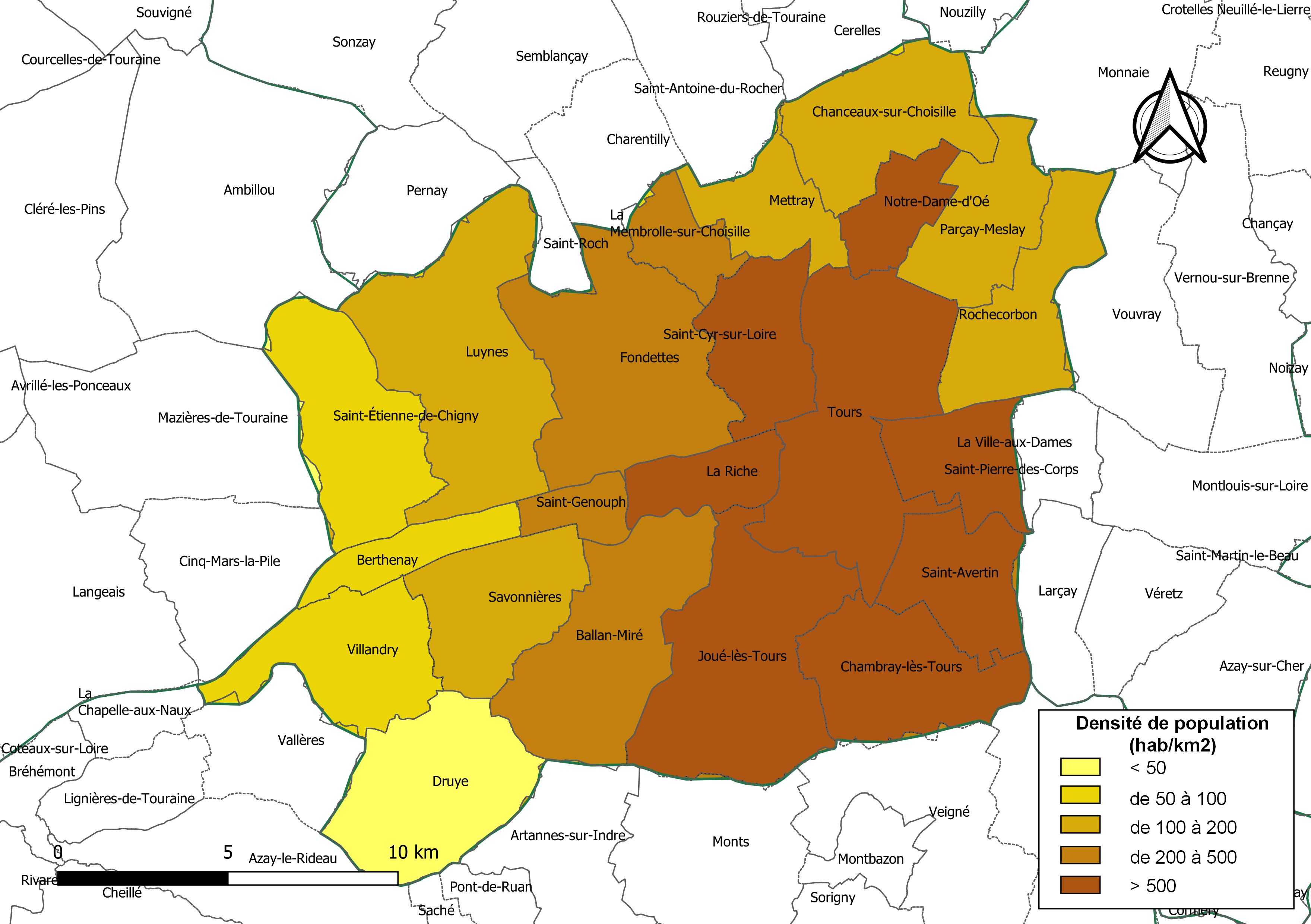
Carte des densités de population (millésimée 2016) des communes de l'intercommunalité Tours Métropole Val de Loire. Composition en communes au 1er janvier 2019.

La métropole est composée des 22 communes suivantes :

| Nom                        | Code Insee | Gentilé           | Superficie (km2) | Population (dernière pop. légale) | Densité (hab./km2) |
| -------------------------- | ---------- | ----------------- | ---------------- | --------------------------------- | ------------------ |
| Tours (siège)              | 37261      | Tourangeaux       | 34,67            | 138 668 (2022)                    | 4 000              |
| Ballan-Miré                | 37018      | Ballanais         | 26,16            | 8 347 (2022)                      | 319                |
| Berthenay                  | 37025      | Berthenaisiens    | 7,24             | 699 (2022)                        | 97                 |
| Chambray-lès-Tours         | 37050      | Chambraisiens     | 19,4             | 11 877 (2022)                     | 612                |
| Chanceaux-sur-Choisille    | 37054      | Cancelliens       | 18,47            | 3 509 (2022)                      | 190                |
| Druye                      | 37099      | Druyens           | 22,87            | 999 (2022)                        | 44                 |
| Fondettes                  | 37109      | Fondettois        | 31,83            | 10 917 (2022)                     | 343                |
| Joué-lès-Tours             | 37122      | Jocondiens        | 32,41            | 38 432 (2022)                     | 1 186              |
| Luynes                     | 37139      | Luynois           | 34,01            | 5 081 (2022)                      | 149                |
| La Membrolle-sur-Choisille | 37151      | Membrollais       | 6,87             | 3 270 (2022)                      | 476                |
| Mettray                    | 37152      | Mettrayens        | 10,34            | 2 079 (2022)                      | 201                |
| Notre-Dame-d'Oé            | 37172      | Oésiens           | 7,73             | 4 358 (2022)                      | 564                |
| Parçay-Meslay              | 37179      | Parcillons        | 14,07            | 2 574 (2022)                      | 183                |
| La Riche                   | 37195      | Larichois         | 8,17             | 10 349 (2022)                     | 1 267              |
| Rochecorbon                | 37203      | Rochecorbonnais   | 16,78            | 3 220 (2022)                      | 192                |
| Saint-Avertin              | 37208      | Saint-Avertinois  | 13,25            | 15 075 (2022)                     | 1 138              |
| Saint-Cyr-sur-Loire        | 37214      | Saint-Cyriens     | 13,5             | 16 766 (2022)                     | 1 242              |
| Saint-Étienne-de-Chigny    | 37217      | Stéphanois        | 21,11            | 1 595 (2022)                      | 76                 |
| Saint-Genouph              | 37219      | Saint-Génulphiens | 4,74             | 1 022 (2022)                      | 216                |
| Saint-Pierre-des-Corps     | 37233      | Corpopétrussiens  | 11,28            | 15 698 (2022)                     | 1 392              |
| Savonnières                | 37243      | Saponariens       | 16,46            | 3 346 (2022)                      | 203                |
| Villandry                  | 37272      | Colombiens        | 17,8             | 1 138 (2022)                      | 64                 |

Cependant, la métropole, structure administrative, ne rassemble pas la totalité des communes formant la zone urbaine tourangelle selon les définitions de l'INSEE.
- L'unité urbaine de Tours (ou agglomération urbaine géographique) compte 38 communes et 367 484 habitants en 2022. Elle a un périmètre assez différent de celui de la communauté d'agglomération car centrée plus à l'est et incluant des villes importantes comme Amboise, Montlouis-sur-Loire, Vouvray ou Veigné[8].
- L'aire d'attraction de Tours (ou agglomération et couronne périurbaine) compte 162 communes et 526 370 habitants en 2022. Elle regroupe toutes les communes de la communauté d'agglomération, celles de l'unité urbaine ainsi que les communes urbaines (Monts par exemple) et rurales de la seconde couronne sous influence directe[9].
- L'ex-espace urbain de Tours comptait 212 communes et 575 000 habitants principalement sur les départements d'Indre-et-Loire et du Loir-et-Cher, dont les agglomérations de Vendôme et Blois. Ces 212 communes utilisent régulièrement les services publics (hôpitaux, administrations, transports, écoles et universités, etc.) ou privés (commerces, etc.) proposé par l'agglomération de Tours et qui leur font défaut localement.

Logotype du SITCAT.

Ces différences de périmètre expliquent la persistance de structures intercommunales pour exploiter de manière efficace certains services à la population, tels que l'ancien syndicat intercommunal des transports en commun de l’agglomération tourangelle (SITCAT ; disparu en 2014), autorité organisatrice de transport urbain de l’agglomération.

### Démographie

#### Évolution démographique
La métropole connait une croissance démographique constante, principalement grâce aux communes jouxtant la ville de Tours, à l'instar de Chambray-lès-Tours, la plus dynamique. La construction de plusieurs nouveaux quartiers a permis d'augmenter la population : Deux-Lions et Monconseil à Tours, Plessis-Botanique à La Riche, La Guignardière à Chambray et Central Parc à Saint-Cyr-sur-Loire.
| 1968    | 1975    | 1982    | 1990    | 1999    | 2006    | 2011    | 2016    | 2022    |
| ------- | ------- | ------- | ------- | ------- | ------- | ------- | ------- | ------- |
| 207 812 | 243 867 | 255 809 | 265 274 | 278 103 | 287 099 | 288 134 | 293 123 | 299 019 |

#### Pyramide des âges
| Hommes | Classe d’âge | Femmes |
| ------ | ------------ | ------ |
| 0,9    | 90 ans ou +  | 2,2    |
| 7,2    | 75 à 89 ans  | 10     |
| 15,3   | 60 à 74 ans  | 17,0   |
| 18,4   | 45 à 59 ans  | 17,9   |
| 18,1   | 30 à 44 ans  | 16,5   |
| 23     | 15 à 29 ans  | 22,1   |
| 17,1   | 0 à 14 ans   | 14,4   |

| Hommes | Classe d’âge | Femmes |
| ------ | ------------ | ------ |
| 0,9    | 90 ans ou +  | 2,2    |
| 7,7    | 75 à 89 ans  | 10,1   |
| 17,1   | 60 à 74 ans  | 17,9   |
| 20     | 45 à 59 ans  | 19,3   |
| 18     | 30 à 44 ans  | 17,3   |
| 18,4   | 15 à 29 ans  | 17,4   |
| 17,9   | 0 à 14 ans   | 15,7   |

La population de Tours Métropole Val de Loire est plus jeune que celle du département d'Indre-et-Loire. En 2020, le taux de personnes d'un âge inférieur à 30 ans s'élève à 38,1 % pour la métropole contre 34,7 % pour le département. Le taux de personnes d'un âge supérieur à 60 ans s'élève à 26,5 % pour la métropole contre 28 % pour le département.

## Instances métropolitaines

### Conseil métropolitain
Le Conseil métropolitain est l'organe délibérant de la Métropole de Tours. Il se réunit 8 à 10 fois par an à l'occasion de séances publiques.
Il se compose de 87 conseillers, élus pour une durée de six ans, représentant chacune des communes membres.
| Nombre de conseillers | Communes |
| --------------------- | --- |
| 38                    | Tours |
| 10                    | Joué-lès-Tours |
| 4                     | Saint-Avertin, Saint-Cyr-sur-Loire, Saint-Pierre-des-Corps                                                                                        |
| 3                     | Chambray-lès-Tours, Fondettes, La Riche |
| 2                     | Ballan-Miré, Chanceaux-sur-Choisille, Luynes, Notre-Dame-d'Oé                                                                                     |
| 1 (+1 suppléant)      | La Membrolle-sur-Choisille, Rochecorbon, Savonnières, Parçay-Meslay, Mettray, Saint-Etienne-de-Chigny, Villandry, Saint-Genouph, Druye, Berthenay |

### Présidence
Le Président exerce le pouvoir exécutif et gère l'administration métropolitaine. Son autre mission est d'ordonner et prescrire les dépenses. Il est assisté par le Bureau dans l'exercice de ces tâches. Il est élu par le Conseil métropolitain.

 Le 10 mars 2023, Frédéric Augis, alors Président de la métropole, annonce dans un courrier cosigné avec le maire de Tours, Emmanuel Denis, qu'il démissionne pour "reconstruire un exécutif solide". Le 17 mars 2023, à l'occasion de nouvelles élections visant à élire le Président, les Vice-présidents et les Membres du Bureau, Frédéric Augis est réélu à la présidence de la métropole.
| Période         | Période         | Identité          | Étiquette   | Qualité                                                          |
| --------------- | --------------- | ----------------- | ----------- | ---------------------------------------------------------------- |
| 10 janvier 2000 | 12 avril 2014   | Jean Germain      | PS          | Maire de Tours Sénateur d'Indre-et-Loire (2011-2015)             |
| 12 avril 2014   | 17 juillet 2020 | Philippe Briand   | UMP puis LR | Maire de Saint-Cyr-sur-Loire Député d'Indre-et-Loire (1993-2017) |
| 17 juillet 2020 | 10 juillet 2021 | Wilfried Schwartz | PS puis DVG | Maire de La Riche                                                |
| 10 juillet 2021 | 10 mars 2023    | Frédéric Augis    | LR          | Maire de Joué-lès-Tours                                          |
| 17 mars 2023    | En cours        | Frédéric Augis    | LR          | Maire de Joué-lès-Tours                                          |

### Bureau de Tours Métropole Val de Loire
Le Bureau est composé de 31 membres : le Président de la métropole, les 20 Vice-Présidents et les 10 Membres supplémentaires.
Sa mission, en plus d'assister le Président, est de préparer les délibérations du Conseil. Il peut également, conformément aux limites fixées par le Conseil, adopter lui-même des délibérations.

#### Bureau 2023-2028
Le Bureau 2023-2028, élu le 17 mars 2023, est composé de 31 membres représentant les 22 communes de la métropole de Tours. Ses 22 communes sont au moins toutes représentées par le maire de celles-ci, exception faite de la ville de La Riche, Filipe Ferreira-Pousos ne siégeant pas au Bureau.
| Commune                    | Nom                                         | Parti | Parti | Qualité du membre au sein de la métropole |
| -------------------------- | ------------------------------------------- | ----- | ----- | --- |
| Joué-lès-Tours             | Frédéric Augis                              |       | SE    | Président de Tours Métropole Val de Loire |
| Villandry                  | Maria Lépine                                |       | SE    | 1re Vice-présidente, déléguée à la transformation numérique du territoire et aux ressources humaines                                                                |
| Tours                      | Emmanuel Denis                              |       | EELV  | 2e Vice-président, délégué aux transports et aux mobilités douces                                                                                                   |
| Saint-Cyr-sur-Loire        | Philippe Briand                             |       | LR    | 3e Vice-président, délégué aux relations institutionnelles |
| Saint-Pierre-des-Corps     | Emmanuel François                           |       | DVD   | 4e Vice-président, délégué à la politique de la ville et à la rénovation urbaine                                                                                    |
| Savonnières                | Nathalie Savaton                            |       | SE    | 5e Vice-présidente, déléguée au Développement touristique et au rayonnement et à la Cité de la gastronomie                                                          |
| Saint-Avertin              | Laurent Raymond                             |       | DVD   | 6e Vice-président, délégué aux Espaces publics, à la propreté urbaine, aux espaces verts et à la biodiversité                                                       |
| Chambray-lès-Tours         | Christian Gatard                            |       | PS    | 7e Vice-président, délégué aux finances et à l'urbanisme |
| Saint-Genouph              | Patricia Suard                              |       | SE    | 8e Vice-présidente, déléguée à l'Agriculture urbaine et périurbaine et au Plan alimentaire territorial                                                              |
| Fondettes                  | Cédric de Oliveira                          |       | UD    | 9e Vice-président, délégué aux équipements culturels et à la communication                                                                                          |
| Ballan-Miré                | Thierry Chailloux                           |       | DVG   | 10e Vice-président, délégué à la Recherche, à l'enseignement supérieur, à la formation professionnelle et à l'apprentissage                                         |
| Luynes                     | Bertrand Ritouret                           |       | LR    | 11e Vice-président, délégué au Cycle de l'eau |
| La Membrolle-sur-Choisille | Sébastien Marais                            |       | SE    | 12e Vice-président, délégué aux Gens du voyage, aux Équipements sportifs et aux Moyens généraux                                                                     |
| Mettray                    | Philippe Clémot                             |       | SE    | 13e Vice-président, délégué à la Gestion des risques technologiques et naturels, à la Gestion des milieux aquatiques (GEMA) et à la prévention des inondations (PI) |
| Tours                      | Martin Cohen (adjoint au Maire)             |       | UG    | 14e Vice-président, délégué aux Déchets et à la transition écologique et énergétique                                                                                |
| Druye                      | Corinne Chailleux                           |       | SE    | 15e Vice-présidente, déléguée aux Archives, à la Fourrière animale, au Crématorium, à la Défense extérieure contre l'incendie, à la Gestion des eaux pluviales      |
| Parçay-Meslay              | Bruno Fenet                                 |       | SE    | 16e Vice-président, délégué à la politique aéroportuaire |
| Rochecorbon                | Emmanuel Dumenil                            |       | SE    | 17e Vice-président, délégué aux bâtiments et au foncier |
| Tours                      | Elise Pereira-Nunes (adjointe au Maire)     |       | UG    | 18e Vice-présidente, déléguée à la Transition citoyenne, au CODEV, à l'égalité femmes-hommes, à l'inclusion et à la francophonie                                    |
| Joué-lès-Tours             | Aude Goblet (adjointe au Maire)             |       | LR    | 19e Vice-présidente, déléguée à la politique du logement et de l'habitat                                                                                            |
| Tours                      | Thibaut Coulon (conseiller municipal)       |       | DVC   | 20e Vice-président, délégué au Développement économique, à l'innovation, au commerce et à l'artisanat                                                               |
| Berthenay                  | Christophe Loyau-Tulasne                    |       | SE    | 1er Membre du Bureau, délégué à la valorisation des paysages de la Loire et du Cher                                                                                 |
| Notre-Dame-d'Oé            | Patrick Lefrançois                          |       | DVG   | 2e Membre du Bureau, délégué à la recherche de financement et aux politiques contractuelles                                                                         |
| Chanceaux-sur-Choisille    | Gérard Daviet                               |       | DVD   | 3e Membre du Bureau, délégué à la commande publique |
| Saint-Étienne-de-Chigny    | Régis Salic                                 |       | SE    | 4e Membre du Bureau, délégué à la relation aux usagers et à la médiation                                                                                            |
| La Riche                   | Sébastien Clément (conseiller municipal)    |       | DVG   | 5e Membre du Bureau, délégué à l'hydrogène et aux infrastructures de recharge des véhicules électriques (IRVE)                                                      |
| Tours                      | Frédérique Barbier (conseillère municipale) |       | UG    | 6e Membre du Bureau, déléguée à la démocratie participative |
| Saint-Cyr-sur-Loire        | Michel Gillot (conseiller municipal)        |       | LR    | 7e Membre du Bureau, délégué au développement de la pratique cyclable                                                                                               |
| Tours                      | Stéphane Houques (conseiller municipal)     |       | UG    | 8e Membre du Bureau, délégué au Plan climat-air-énergie-territorial (PCAET)                                                                                         |
| Saint-Avertin              | Catherine Gaultier (conseillère municipale) |       | DVD   | 9e Membre du Bureau, déléguée à la promotion du commerce et de l'artisanat                                                                                          |
| Tours                      | Iman Manzari (adjoint au Maire)             |       | UG    | 10e Membre du Bureau, délégué aux manifestations |

## Politique de la métropole

### Compétences
La communauté d'agglomération exerce les quatre compétences obligatoires, à savoir le développement économique, l'aménagement de l'espace communautaire, l'équilibre social de l'habitat et la politique de la ville.
La communauté d'agglomération exerce les quatre compétences suivantes choisies par les cinq options figurant à l'article L5216-5 du code général des collectivités territoriales :
- Création ou aménagement et entretien de voirie d'intérêt communautaire, création ou aménagement et gestion de parcs de stationnement d'intérêt communautaire
- Assainissement
- Protection et mise en valeur de l'environnement et du cadre de vie
- Construction, aménagement, entretien et gestion d'équipements culturels et sportifs d'intérêt communautaire

### Grands projets

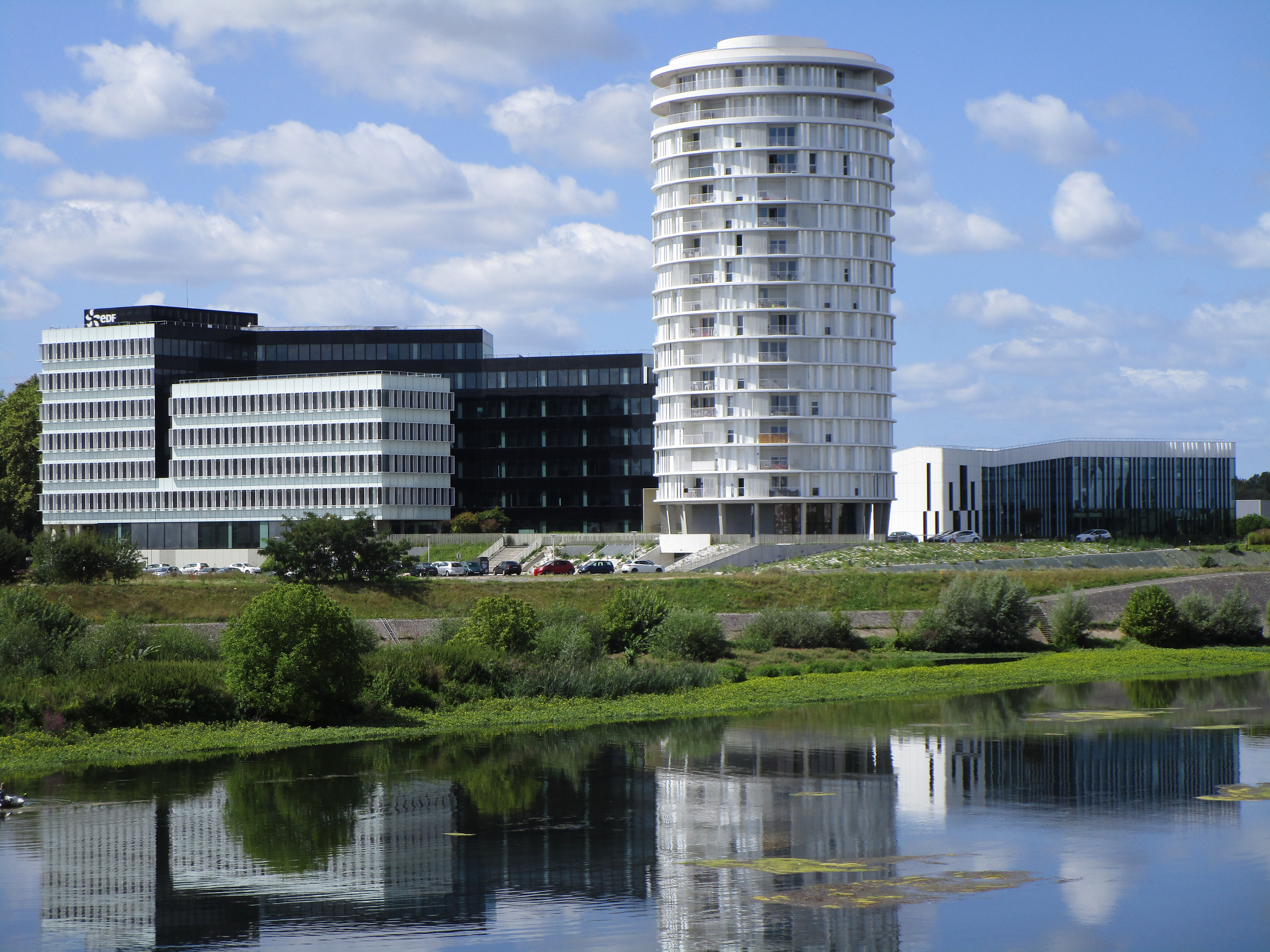
Vue de la Tour Lumière du quartier des Deux-Lions à Tours.

Quelques projets et réalisations récentes de l'agglomération tourangelle :
- La mise aux normes et reconstruction de la station d'épuration La Grange David ;
- La création de la médiathèque François-Mitterrand dans le quartier Europe en 2007[21] ;
- La création de Le Temps Machine, la salle consacrée aux musiques actuelles, ouverte le 30 avril 2011 à Joué-lès-Tours[22],[23].
- L'implantation, sur le site de l'imprimeur Mame, d'un important pôle Création et Arts Plastiques autour de l'École supérieure des beaux-arts de Tours[24] ;
- L'aménagement du nouveau quartier des Deux-Lions de Tours (70 ha) depuis les années 1990 ;
- La réalisation d'un tramway en 2013 ;
- La construction de la rocade nord-ouest ;
- Développement des télécommunications via « Tours Métropole Numérique », filiale de Axione et de la Caisse des dépôts et consignations, intervenant au nom de la métropole en tant que délégataire de service public, pour exploiter ses réseaux très haut débit ;
- Ouverture d'une piscine (Thermes) en 2018 à Luynes[25] ;
- La requalification des accès nord de l'agglomération : places Pilorget et de la Tranchée, avenue Maginot et Boulevard Charles-de-Gaulle ;

### Politique de la ville

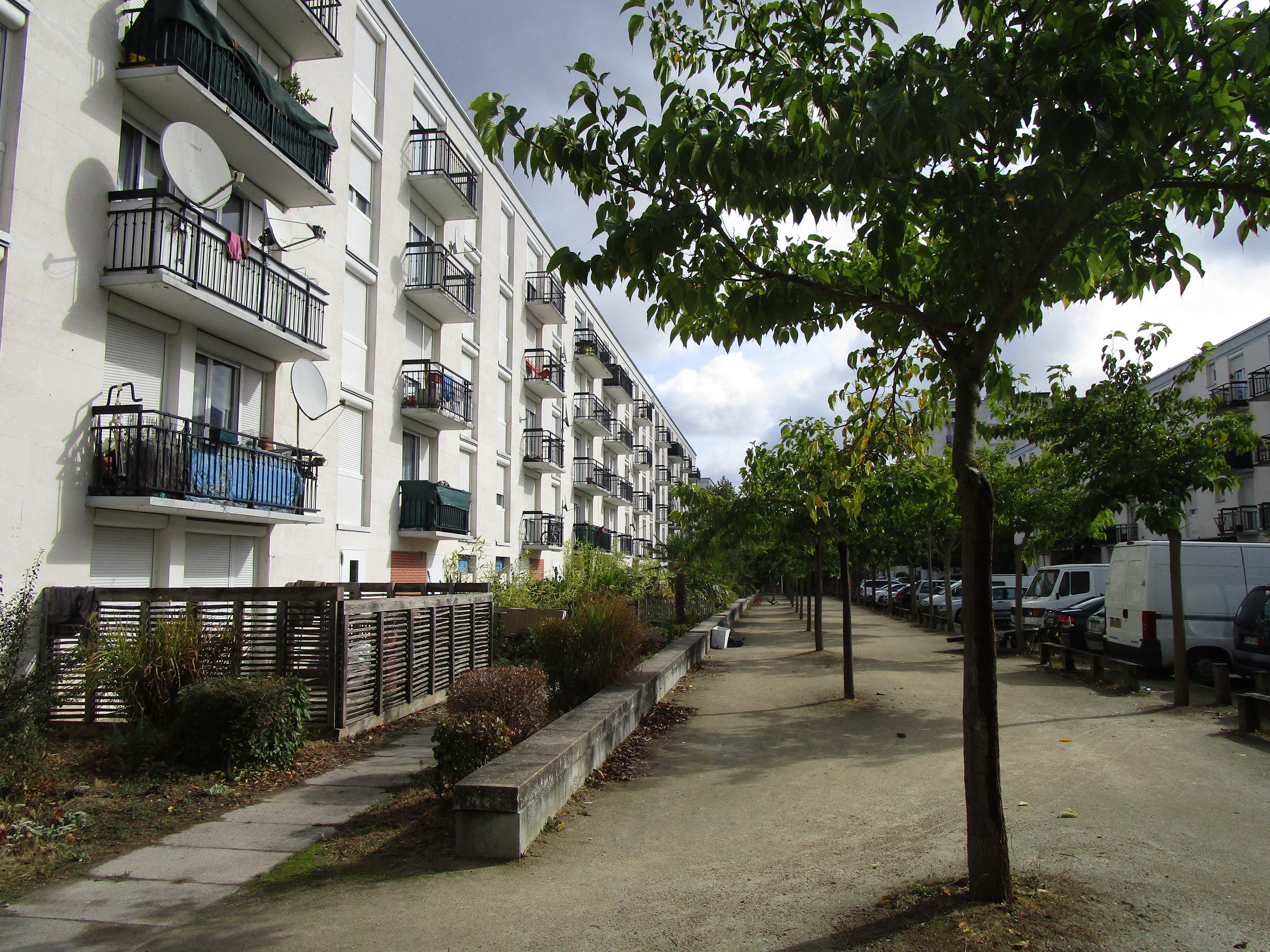
Le quartier de La Rabière à Joué-lès-Tours.

La politique de la ville étant une compétence de la métropole, celle-ci joue un rôle important dans la mise en place des opérations de rénovation urbaine dans les quartiers dit « sensibles ». La métropole compte dix quartiers prioritaires, construits entre la fin des années 1950 et le début des années 1980, dont sept sont situés dans la ville de Tours, et comptent au total près de 35 000 habitants.
Le Sanitas est à la fois le plus peuplé de ces quartiers, et aussi celui qui concentre le plus de difficultés sociales tout en étant le plus central. Dans le cadre des projets de réhabilitations, il est classé d’intérêt national tandis que La Rabière et La Rabaterie sont d'intérêt régional.
La ville de Saint-Pierre-des-Corps a la plus grande part de logements sociaux de la métropole (43 %), tandis que La Riche, Tours et Joué-lès-Tours en comptent entre 28 et 26 %. Toutes les autres communes sont situées en dessous du seuil de 20 % en 2013, et huit d'entre-elles sont en infraction avec la législation et soumises à des obligations de rattrapages, ainsi qu'à des amendes (32 000 euros pour Saint-Avertin en 2014, par exemple).
| Quartier, (2020) | Commune                | Habitants (grand quartier) | Densité (hab/ha) | Part HLM (grand quartier) | Pauvreté |
| ---------------- | ---------------------- | -------------------------- | ---------------- | ------------------------- | -------- |
| Sanitas          | Tours                  | 7 492 (9 677)              | 186              | 95 % (69 %)               | 59 %     |
| La Rabière       | Joué-lès-Tours         | 6 273                      | 184              | 73 %                      | 53 %     |
| La Rabaterie     | Saint-Pierre-des-Corps | 5 195                      | 150              | 67 %                      | 42 %     |
| Les Fontaines    | Tours                  | 3 071 (6 647)              | 217              | 95 % (51 %)               | 52 %     |
| Rives du Cher    | Tours                  | 2 705 (4 993)              | 299              | 59 % (38 %)               | 49 %     |
| Maryse Bastié    | Tours                  | 2 709 (4 834)              | 212              | 90 % (46 %)               | 43 %     |
| Europe           | Tours                  | 2 362 (10 722)             | 214              | 95 % (40 %)               | 49 %     |
| Bruère-Pagnol    | La Riche               | 2 037                      | 185              | 74 %                      | 43 %     |
| Bords de Loire   | Tours                  | 1 995 (5 575)              | 156              | 81 % (44 %)               | 47 %     |
| Rochepinard      | Tours                  | 1 039 (1 516)              | 192              | 95 % (58 %)               | 55 %     |

## Identité visuelle
| Logotype de la communauté d'agglomération Tours Plus | Logotype de Tour(s)plus (2000-2017) |

| Logotype de la métropole de Tours | Logotype de Tours Métropole Val de Loire (depuis 2017) |

## Économie

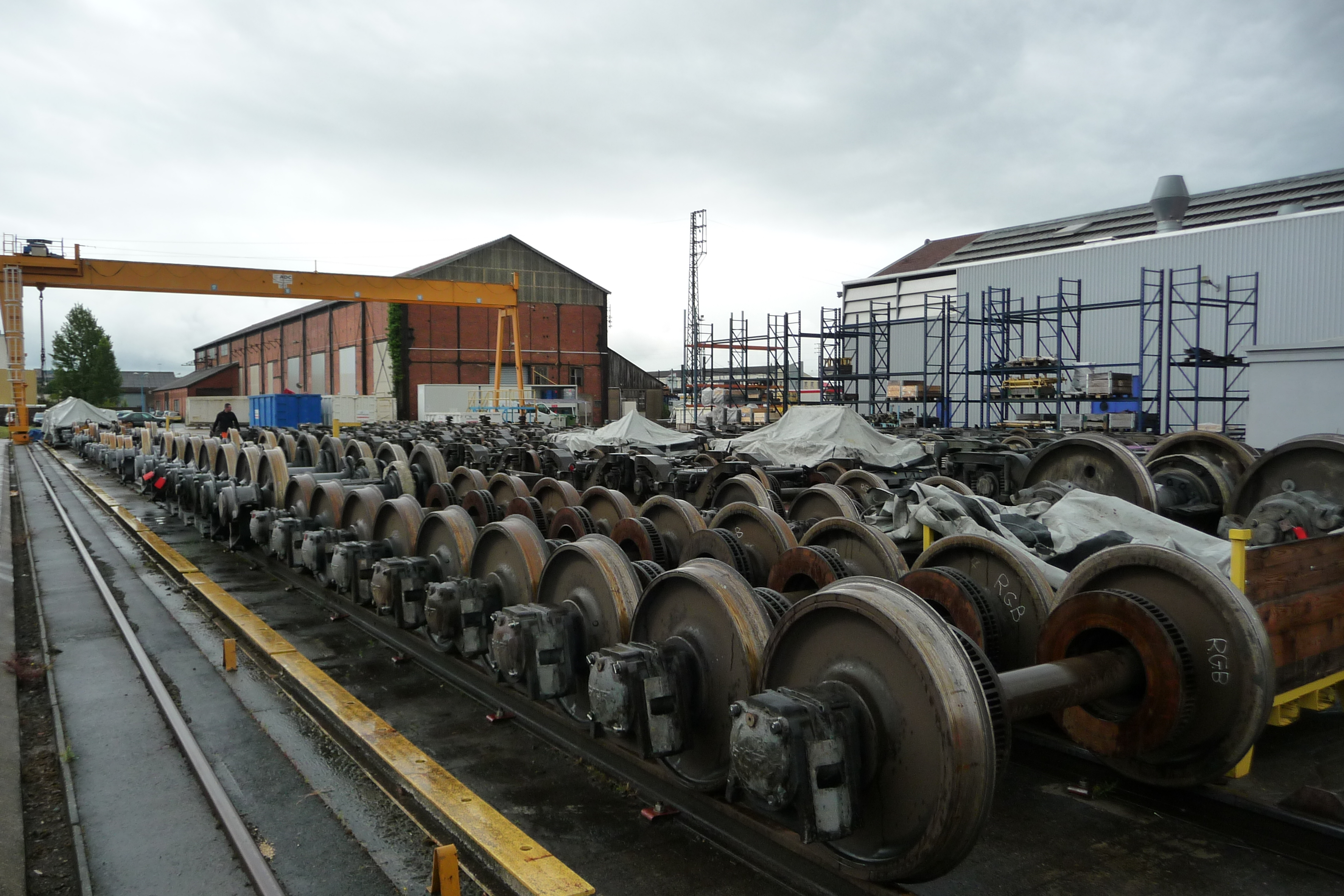
Technicentre de Saint-Pierre-des-Corps.

Le profil tertiaire de l'économie tourangelle est plutôt saillant. Première agglomération de la région Centre-Val de Loire et aire urbaine majeure du Grand Ouest, elle accueille de nombreux établissements de direction de vaste échelle, de recherche, développement ou offrant des services « rares » (enseignement, santé, loisirs, etc.).
Tours fait partie de l'Espace métropolitain Val de Loire-Maine.

### Sièges et administration

#### Au niveau national
En 2010, la ville de Tours a été choisie pour accueillir la direction nationale des ressources humaines des armées de Terre, de l'Air et de la Marine.

#### Au niveau régional
La plupart des sièges régionaux se situent à Orléans, capitale de la région Centre-Val de Loire. Cependant, de nombreuses entreprises privées de service ont à Tours des sièges d'échelle infranationale comme la Caisse d'Épargne, Engie, EDF, Orange. Tours concentre aussi autour de la gare de Tours, avec d'une part le centre d'affaires rue Édouard-Vaillant et d'autre part le quartier Champ-Girault, un pôle économique et administratif. Le nouveau quartier des Deux-Lions est composé de nouvelles implantations comme le centre d'appel de Bouygues Telecom, le siège régional de la MAIF, le Groupe Open, Véolia. Il faut ajouter que Tours est le siège régional de plusieurs banques (Crédit lyonnais, Crédit agricole, Banque populaire, Caisse d'épargne) et assurances (Allianz, MACIF, AXA Générali Assurances et MAIF).
Le quotidien régional La Nouvelle République du Centre-Ouest a son siège à Tours et est diffusé sur sept départements, tiré à 180 000 exemplaires quotidiens. France Telecom s'est aussi implanté dans cette ville et demeure le premier opérateur mobile de Touraine.

#### Au niveau départemental
De nombreux centres administratifs de compétences départementales sont installés dans la métropole comme la direction départementale de la cohésion sociale, la direction départementale des finances publiques, la direction départementale des affaires sanitaires et sociales, l'État-major du service départemental d'incendie et de secours ou la « Sécu ».

### Emploi

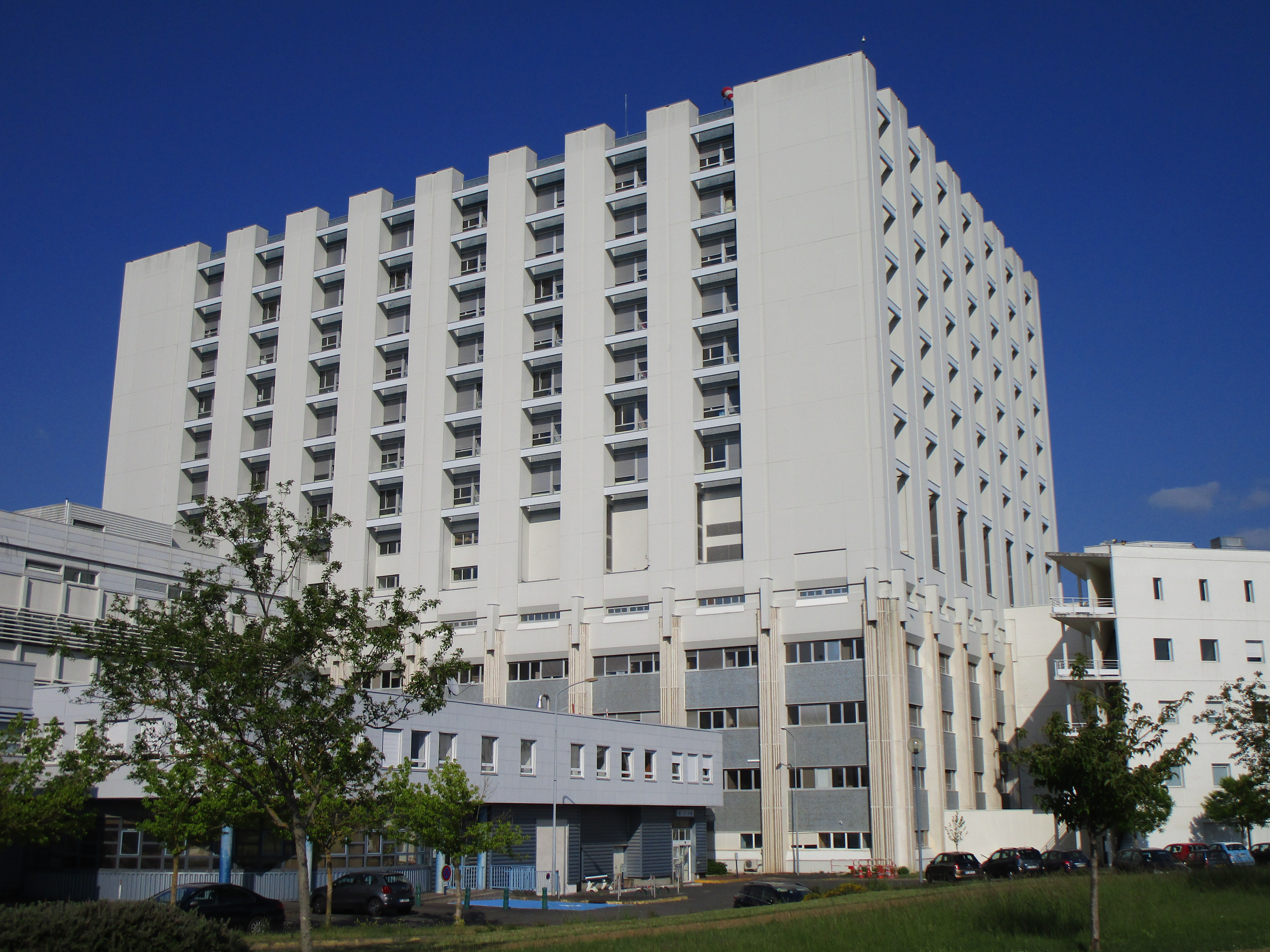
Le centre hospitalier est le premier employeur de l'agglomération.

Le premier employeur de la ville, de l'agglomération, et de la région Centre-Val de Loire est le Centre hospitalier universitaire de Tours (CHRU) qui emploie près de 7 000 salariés. La SNCF arrive derrière : outre ses gares, l'opérateur ferroviaire dispose à Tours et Saint-Pierre-des-Corps de nombreux établissements administratifs (direction régionale), industriels et de maintenance. De plus, l'implantation de la base aérienne 705 Tours induit environ 8 000 emplois directs et indirects dans tout le département. Plus exactement, elle emploie directement 1 930 personnes sur son site tourangeau, 519 à Cinq-Mars-la-Pile.
Au début des années 1990, l'entreprise Citya immobilier naît à Tours avant de se développer en France. En 2002, s'est installée la première banque française entièrement virtuelle sans aucun guichet, Zebank, créant ainsi environ 400 emplois. Elle est rapidement devenue la filiale de « Egg », une banque britannique, mais a été revendue car déficitaire. Cependant le groupe Auchan nouveau propriétaire a maintenu l'activité en changeant le nom « Oney ».
L'industrie est également présente dans l'agglomération, plus particulièrement à Joué-lès-Tours. La commune a été le siège du 2e site de production français de Michelin, avec pour principale activité tout le secteur poids-lourd, avant que des fermetures en 2010 ne réduise considérablement le site qui compte depuis 215 emplois. Outre Michelin, d'autres entreprises liées au caoutchouc sont implantées au sud de Tours : on y trouve Hutchinson et Zodiac. La fermeture de Tupperware est prévue pour 2018. De plus, STMicroelectronics dispose d'un site de plus de 10 hectares à Tours-Nord avec 1 400 employés. La ville de Tours a accueilli en octobre 2008 un magasin IKEA (créateur de 300 emplois) sur le site central de Rochepinard, à côté du parc des Expositions, du stade de la Vallée du Cher, et du centre commercial régional Les Atlantes. L'implantation de l'enseigne suédoise a relancé le débat du grand contournement autoroutier A110 puisque le trafic induit dans la traversée de Tours risque de croître de manière importante.
| Employeur                              | Nombre de salariés | Ville(s)                                         | Domaine                                                                                             |
| -------------------------------------- | ------------------ | ------------------------------------------------ | --------------------------------------------------------------------------------------------------- |
| CHRU de Tours                          | 8 007              | Tours et Chambray-lès-Tours                      | Santé et soins médicaux : Hôpital régional                                                          |
| SNCF                                   | 3 641              | Tours et Saint-Pierre-dès-Corps                  | Transport ferroviaire et établissement de maintenance du matériel                                   |
| Ville de Tours                         | 2 897              | Tours                                            | Collectivité territoriale : commune                                                                 |
| Conseil départemental d'Indre-et-Loire | 2 832              | Tours                                            | Collectivité territoriale : département                                                             |
| Université de Tours                    | 2 455              | Tours                                            | Enseignement supérieur                                                                              |
| STMicroelectronics                     | 1 443              | Tours                                            | Fabricant de semi-conducteurs                                                                       |
| Auchan                                 | 1 210              | Tours / Chambray-lès-Tours / Saint-Cyr-sur-Loire | Grande Distribution                                                                                 |
| SKF                                    | 1 208              | Saint-Cyr-sur-Loire                              | Fabricant de roulements à billes, de systèmes de lubrification, de la mécatronique, de l'étanchéité |
| Mutualité 37                           | 995                | Tours                                            | Mutuelle de santé                                                                                   |
| Faiveley                               | 811                | Saint-Pierre-dès-Corps                           | Systèmes de signalisation et services pour l'industrie ferroviaire                                  |
| Orange                                 | 778                | Tours                                            | Télécommunications                                                                                  |
| Ville de Joué-lès-Tours                | 737                | Joué-lès-Tours                                   | Collectivité territoriale : commune                                                                 |
| Hutchinson                             | 700                | Joué-lès-Tours                                   | Fabricant d'articles de caoutchouc et d'élastomère                                                  |
| Fil bleu                               | 640                | Tours et Saint-Pierre-dès-Corps                  | Réseau de transport en commun                                                                       |
| Clinique Léonard de Vinci              | 502                | Chambray-lès-Tours                               | Santé et soins médicaux                                                                             |
| La Nouvelle République                 | 502                | Tours                                            | Presse quotidienne régionale                                                                        |
| Eiffage                                | 492                | Joué-lès-Tours                                   | Bâtiment et travaux publics                                                                         |
| Ville de Saint-Pierre-des-Corps        | 433                | Saint-Pierre-des-Corps                           | Collectivité territoriale : commune                                                                 |
| Bouygues Télécom                       | 429                | Tours                                            | Opérateur téléphonique                                                                              |
| Tours Métropole Val de Loire           | 421                | Tours                                            | Collectivité territoriale : métropole                                                               |
| Sanofi-Aventis                         | 400                | Tours                                            | Fabricant de produits pharmaceutiques                                                               |
| Carrefour                              | 400                | Saint-Pierre-dès-Corps                           | Grande Distribution                                                                                 |
| Banque populaire Val de France         | 400                | Tours                                            | Banque et assurances                                                                                |
| Fidelia Assistance                     | 400                | Tours                                            | Société d'Assistance                                                                                |

### Enseignement supérieur

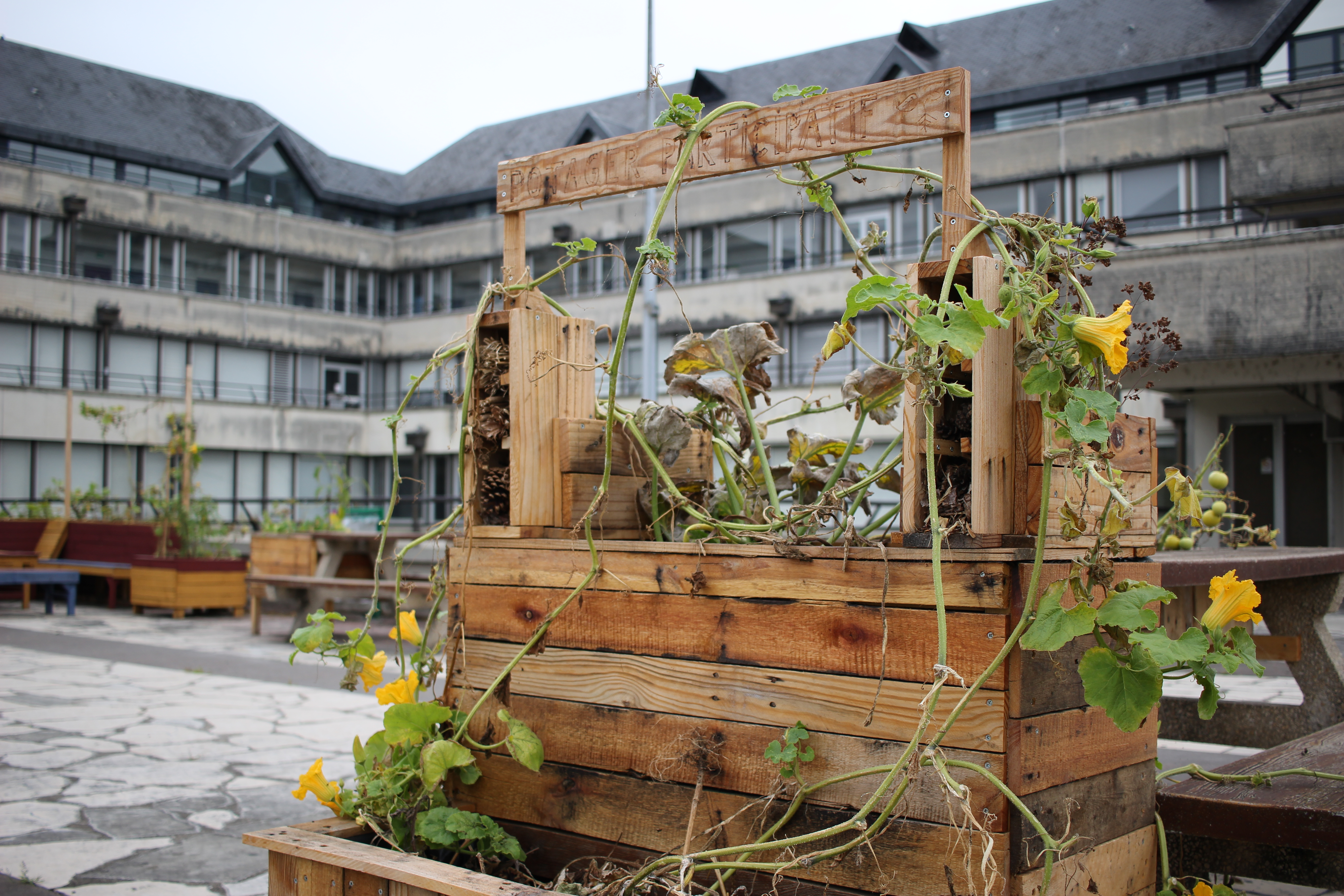
Le campus des Tanneurs de l'Université de Tours.

Tours Métropole Val de Loire accueille l'université de Tours (université pluridisciplinaire avec 10 composantes) et le centre hospitalier régional universitaire de Tours (CHRU). Tours est également au cœur de la Cosmetic Valley, qui est un projet régional visant l'émulation et le renforcement du secteur pharmaceutique et de la cosmétologie (recherche et production). On y recense des entreprises telles que Sanofi-Aventis, Indena, L'Oréal, les Laboratoires Boiron, Pierre Fabre ou encore Spin Control. Tours dispose de quatre pôles de compétitivité : sciences et systèmes de l’énergie électrique, sciences de la beauté et du bien-être, polymers technologies et céramiques Ces pôles ont pour vocation d'innover et de dynamiser la métropole tourangelle. Ils rassemblent des entreprises, des centres de formation et des pôles de recherche. L'agglomération de Tours dispose de 73 unités de recherche et 1 500 chercheurs.

### Commerce
De la même manière que les grands groupes du secteur tertiaire, le secteur marchand se décline à travers de très nombreuses grandes enseignes, dont quelques-unes présentes sur un réseau peu maillé (IKEA, Fnac, etc.). La grande distribution alimentaire est particulièrement dense comparativement à d'autres villes de taille similaire : par exemple, le centre commercial La Riche Soleil (Intermarché), le centre commercial Chambray 2 (groupe Auchan) ou le centre commercial régional Les Atlantes (groupe Carrefour). Le quartier des Deux-Lions accueille le centre commercial L'Heure tranquille, ouvert depuis le 20 mai 2009.
La ville, qui a pu bénéficier dans les décennies d'après-guerre du processus de décentralisation de l'industrie parisienne initié par l’État, dispose d'un secteur productif modeste. Légèrement spécialisée dans l'imprimerie, la construction de matériel roulant ferroviaire à partir du XIXe siècle, ce caractère n'est plus pertinent. L'agriculture, selon ses formes majoritaires contemporaines, est par essence quasi absente du paysage économique de la ville de Tours.
À noter aussi que Tours est le siège de la Chambre de commerce et d'industrie de Touraine qui gère l'aéroport de Tours Val de Loire.

### Transport

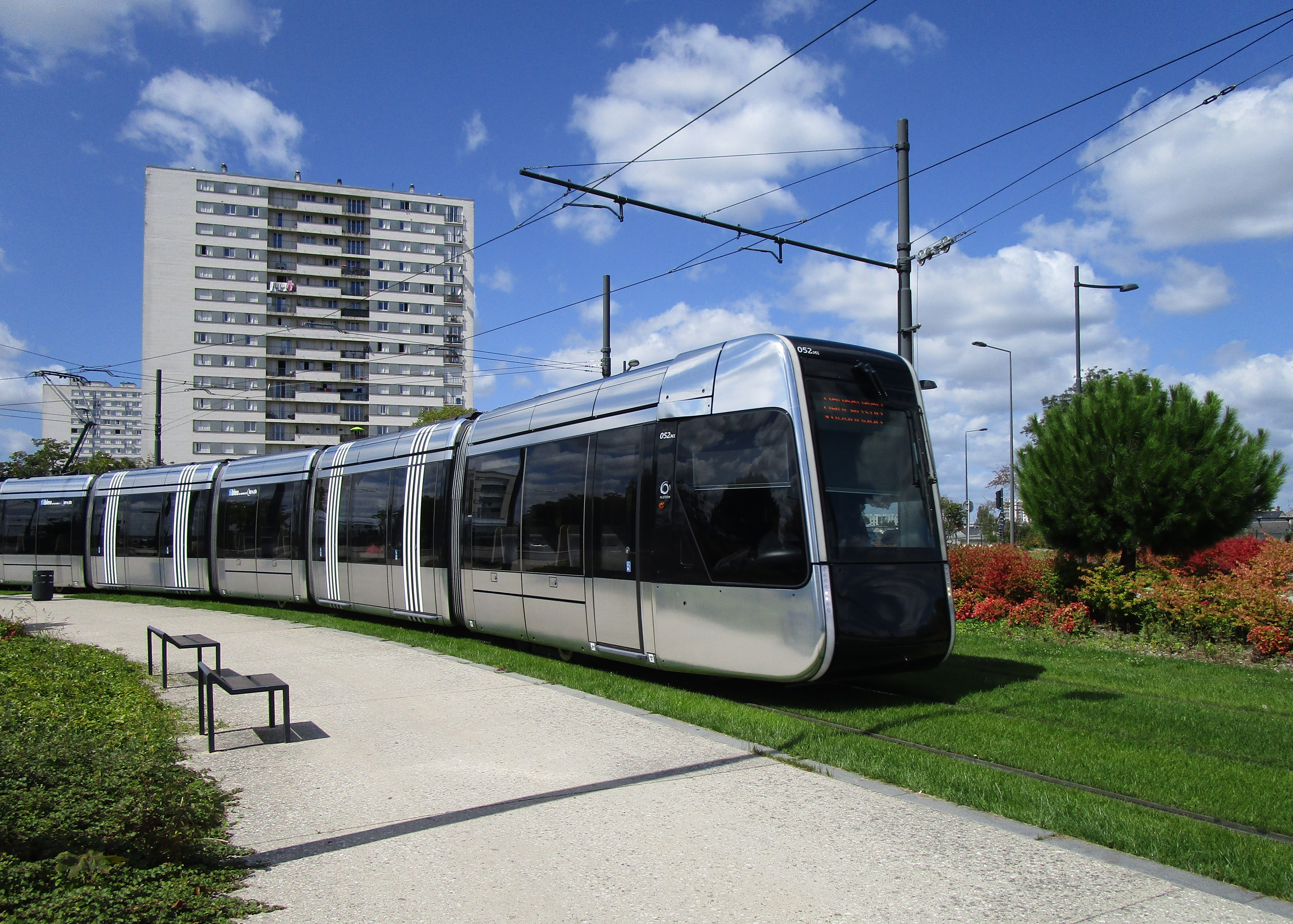
Le tramway sur les Rives du Cher.

Le renforcement de la position de Tours sur le réseau routier depuis l'ajout de trois branches autoroutières au cours de la décennie 2000-2010 (A28 vers Le Mans, A85 vers Angers, Nantes et Bourges) a également renforcé sa position de centre logistique majeur (agrandissement des existantes et implantation de nouvelles plateformes logistiques des transporteurs routiers).
La Gare de Tours est directement implantée dans le cœur de ville.
Le quartier des Deux-Lions  entièrement construit autour d'un mail voit passer le tramway.

### Tourisme et culture
Le tourisme occupe une place non négligeable dans l'économie de la ville, grâce à plusieurs atouts : patrimoine architectural médiéval dont la cathédrale gothique Saint-Gatien, situation au cœur de la vallée de la Loire, à proximité de nombreux châteaux et édifices Renaissance, ancien lieu de pèlerinage avec les basiliques Saint-Martin, traversée de la Loire à vélo, etc. Par ailleurs, la municipalité développe une stratégie d'investissement sur le secteur du tourisme d'affaire et lié aux foires et festivals et veut ainsi tirer tout l'avantage qui peut en être de sa proximité avec Paris (grands équipements, événements à ambition internationale, aide à l'installation d'hôtels de luxe).
Tours accueille un conservatoire à rayonnement régional.

## Culture
Tours et sa métropole disposent d’une trentaine de salles de spectacle :
- L'Atrium (Saint-Avertin)
- Le Bateau Ivre
- Le Carré Davidson
- Le Centre de Vie (Sanitas)
- Le Centre de Vie des Fontaines
- Le Centre chorégraphique national de Tours (CCNT)
- L’Escale
- Le Temps Machine (musiques actuelles)
- Le Grand Hall ou Parc des expositions
- La Salle des Halles
- L'Espace Ligéria
- La Maison des Jeunes et de la Culture
- La salle Yves Renault
- L’Espace Malraux
- La Salle Ockeghem
- La Salle Oésia
- Le Grand Théâtre de Tours, siège de l’Opéra de Tours
- Le Nouvel Olympia
- Le Petit Faucheux
- La Pléiade
- Le Plessis
- Le Prieuré de Saint Cosme
- La Salle Thélème
- Les Trois Orfèvres
- Le Palais des Congrès

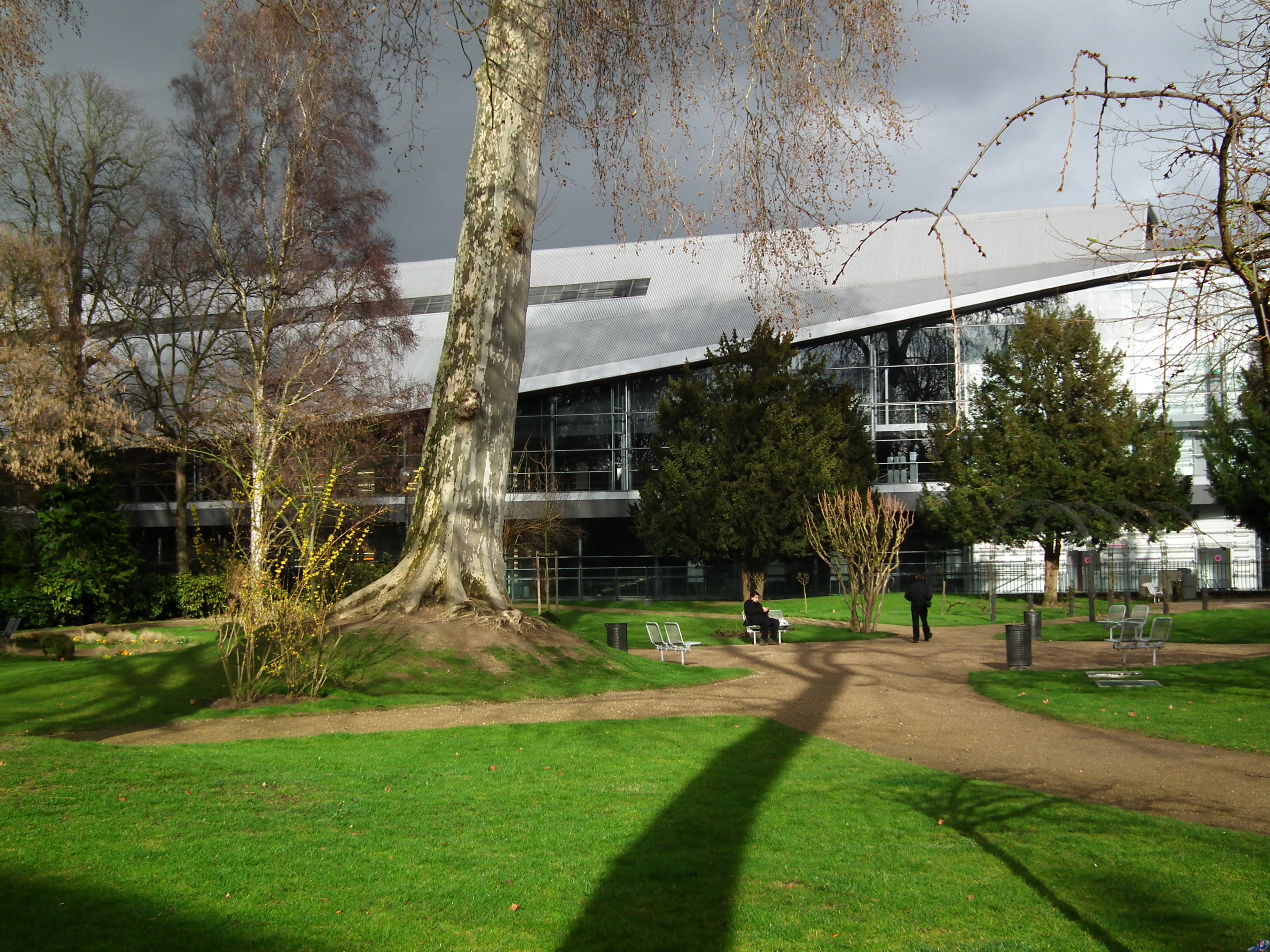
Le Palais des Congrès.
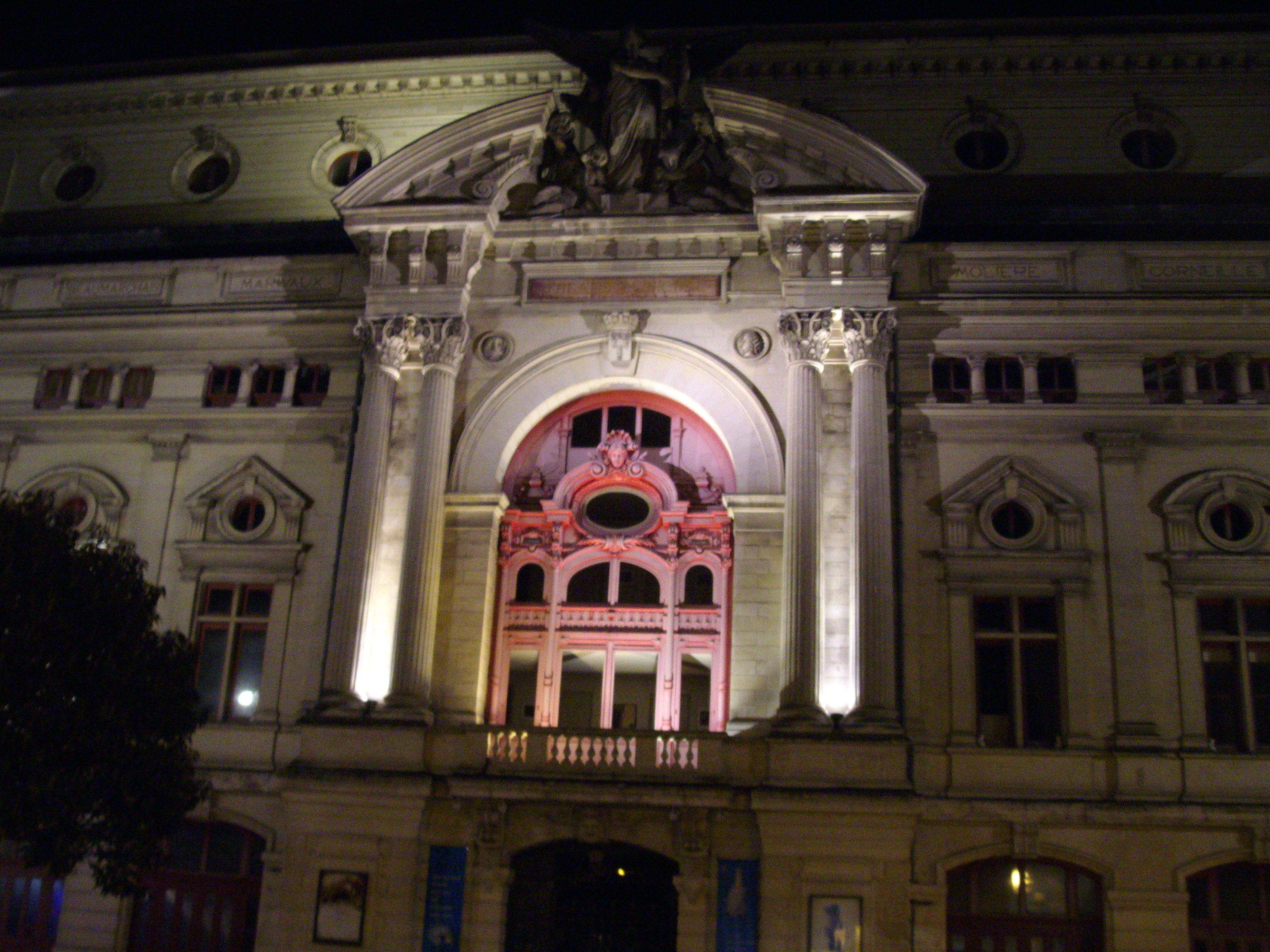
Le Grand Théâtre.
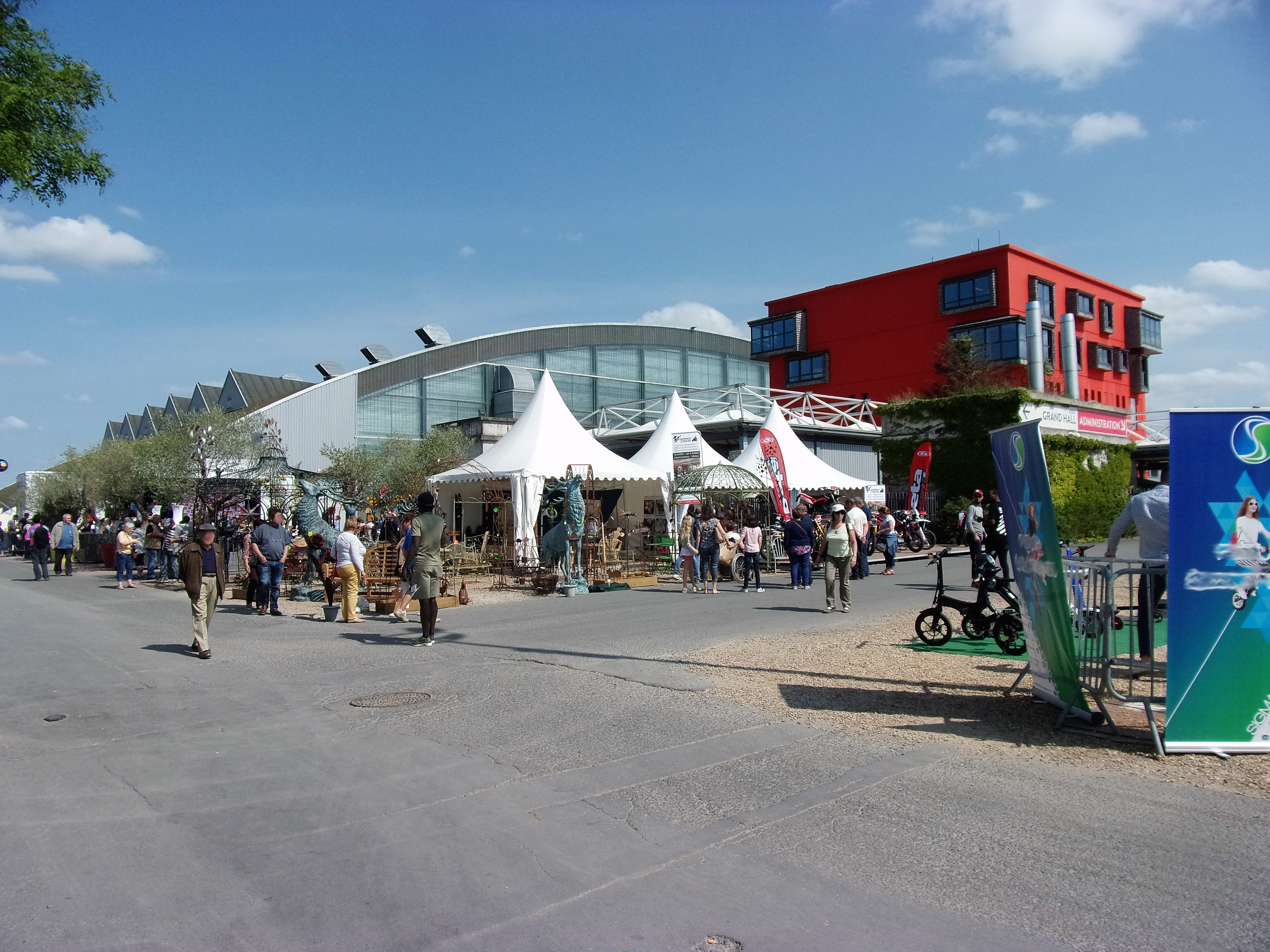
Le Grand Hall.

## Sports
| Sport              | Équipe                                          | Ligue = [échelon]               | Stade                          | Photo |
| Athletisme         | Athletic 3 Tours                                | Nationale 1A = [2]              | Stade de Grandmont             |       |
| Badminton          | CEST Badminton                                  | Nationale 1 = [2]               |                                |       |
| Basket             | Tours Métropole Basket                          | Nationale 1 = [3]               | Halle Monconseil               |       |
| Football           |                                                 | [6]                             | Stade de la Vallée du Cher     |       |
| Football américain | Pionniers de Touraine                           | Casque d'Argent = [3]           | Stade de la Chambrerie         |       |
| Handball           | Chambray Touraine Handball (féminines)          | LFH = [1]                       | Gymnase de la Fontaine Blanche |       |
| Hockey sur Glace   | Remparts de Tours                               | Division 1 = [2]                | Patinoire de Tours             |       |
| Hockey sur Glace   | Remparts de Tours (féminines)                   | Championnat Féminin Élite = [1] | Patinoire de Tours             |       |
| Roller Hockey      | Les Apaches de Tours                            | Nationale 1 = [2]               | Gymnase de la Rotonde          |       |
| Rugby              | Union sportive Tours rugby                      | Fédérale 2 = [6]                | Stade Tonnellé                 |       |
| Rugby              | Union sportive Joué-lès-Tours rugby (féminines) | Élite 2 = [2]                   | Stade Pierre-Albaladejo        |       |
| Tennis de Table    | 4S Tours                                        | Pro B = [2]                     | Salle Cissé                    |       |
| Volley             | Tours VB                                        | Ligue A = [1]                   | Salle Grenon                   |       |